# Aleja płk. Władysława Beliny-Prażmowskiego w Krakowie
Aleja płk. Władysława Beliny-Prażmowskiego – aleja w Krakowie, położona w całości w dzielnicy II Grzegórzki. Swój początek ma przy Rondzie Mogilskim. Upamiętnia byłego prezydenta Krakowa, podpułkownika Władysława Belinę-Prażmowskiego.
Aleja powstała w latach 30. XX wieku wzdłuż linii dawnych fortyfikacji austriackich. W tym samym okresie budowano przy niej Osiedle Oficerskie.

## Nazwa alei
- do 1938 I Osiedla Oficerskiego
- 1938–1949 Władysława Beliny-Prażmowskiego
- 1949–1990 Juliana Marchlewskiego
- od 1990 Władysława Beliny-Prażmowskiego[1]

## Otoczenie alei
W otoczeniu alei znajduje się między innymi:
- Unity Tower (dawny „Szkieletor”)
- Konsulat Generalny Ukrainy w Krakowie
- Centrala telefoniczna przy ulicy Rakowickiej
- Osiedle Oficerskie
- Kościół Miłosierdzia Bożego
- Cmentarz Rakowicki

## Galeria

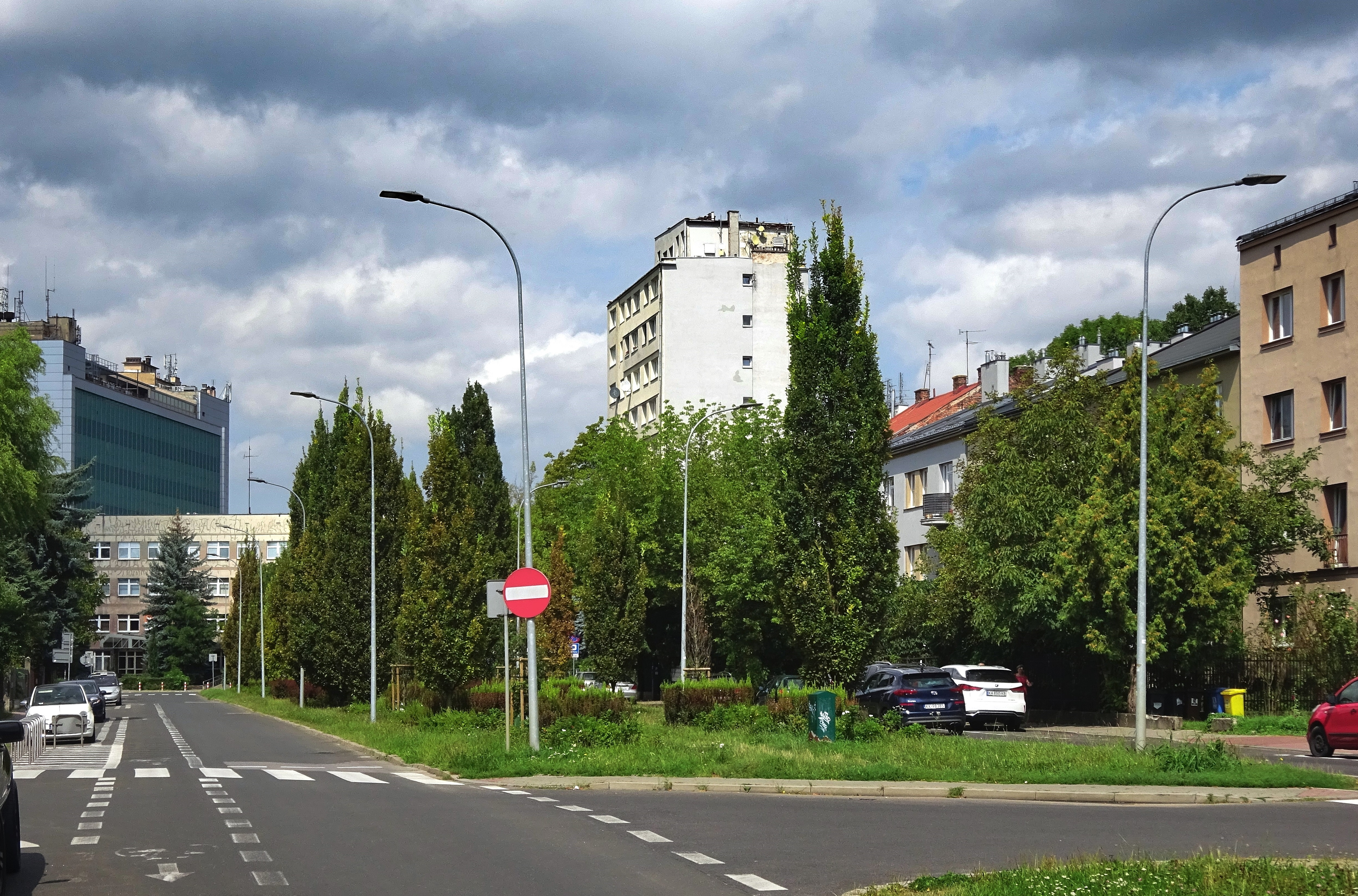
Widok od skrzyżowania z ulicą Olszańską na północ
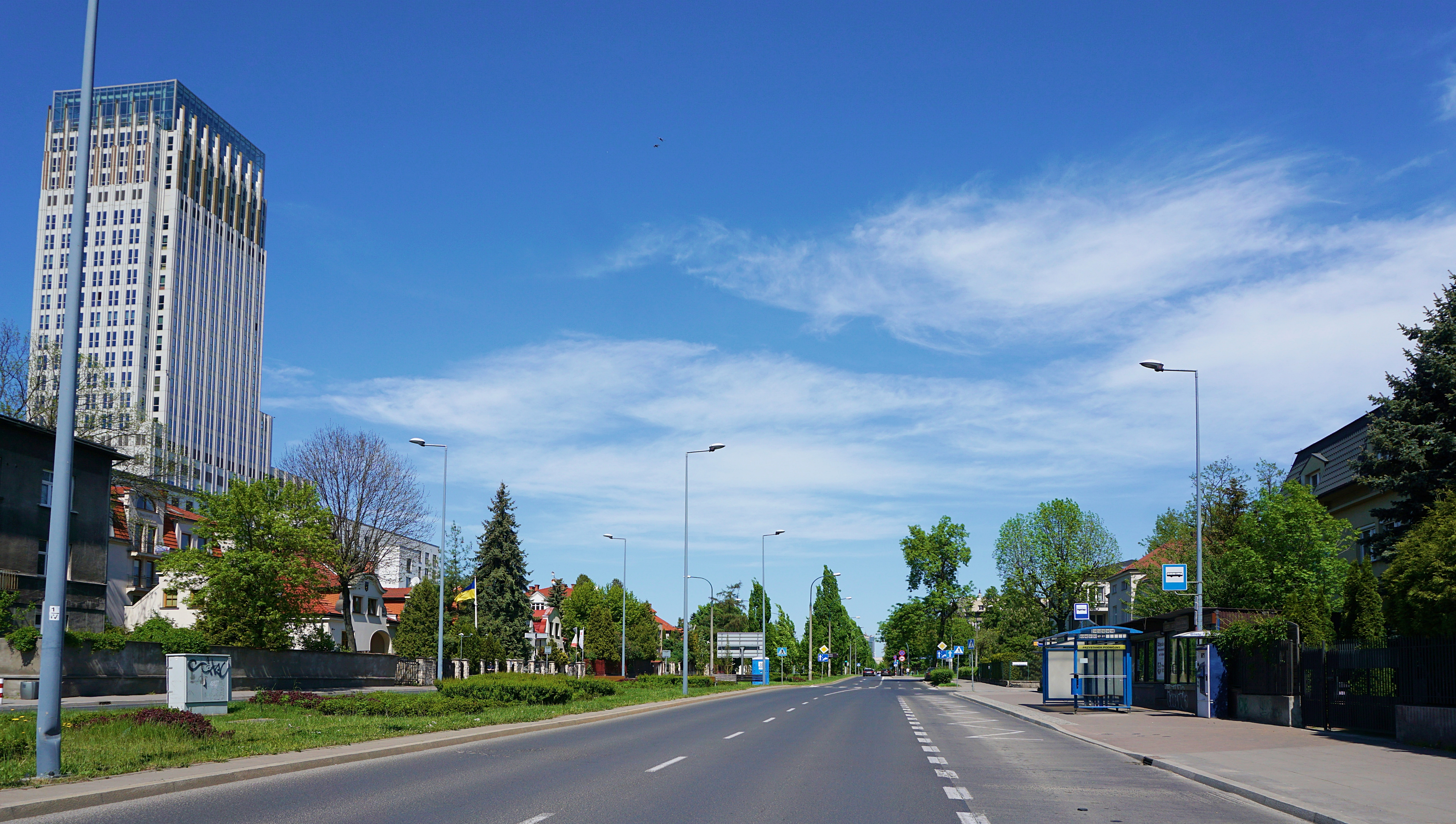
Widok od Ronda Mogilskiego na północ. Po lewej stronie wieżowiec Unity Tower
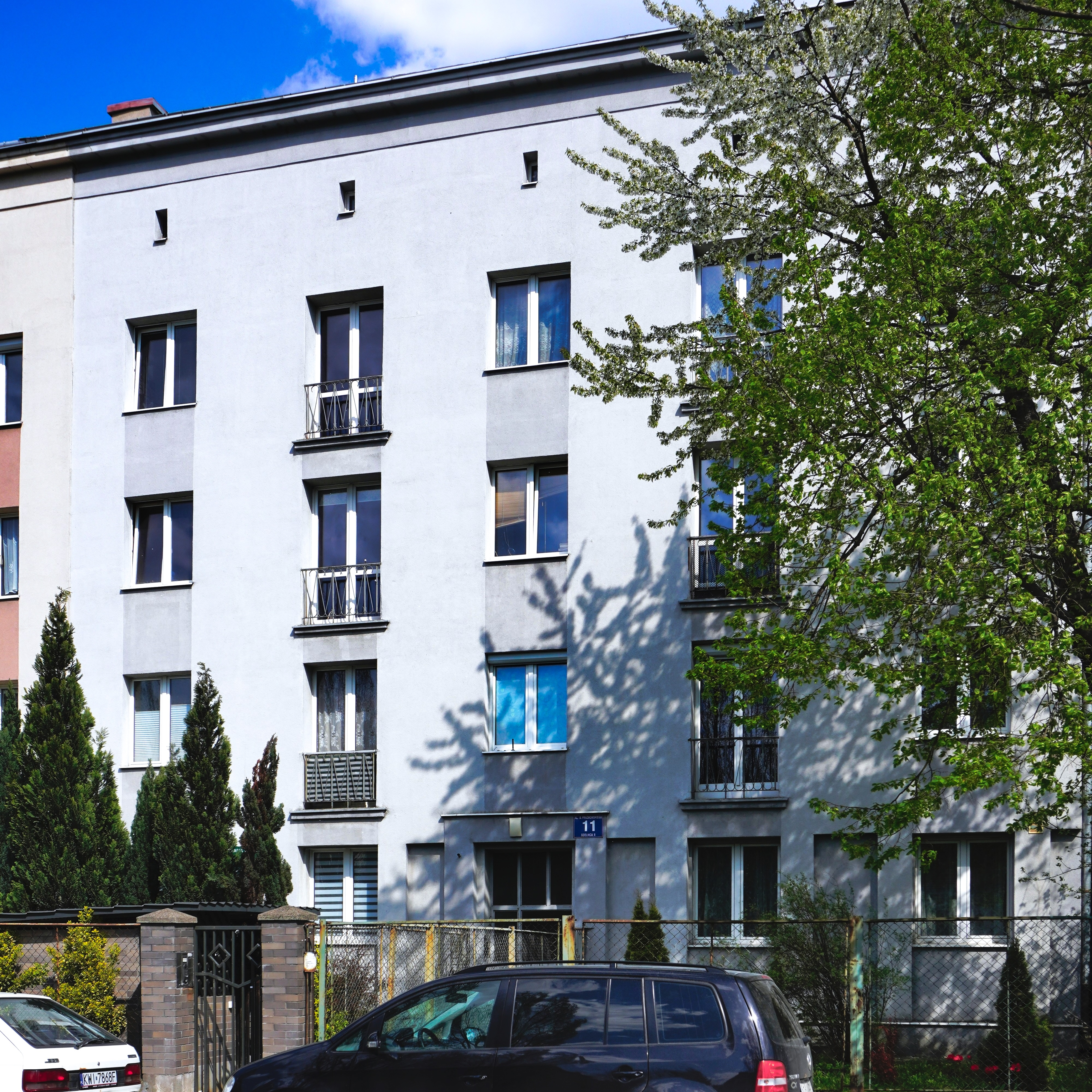
al. Beliny-Prażmowskiego 11 Kamienica
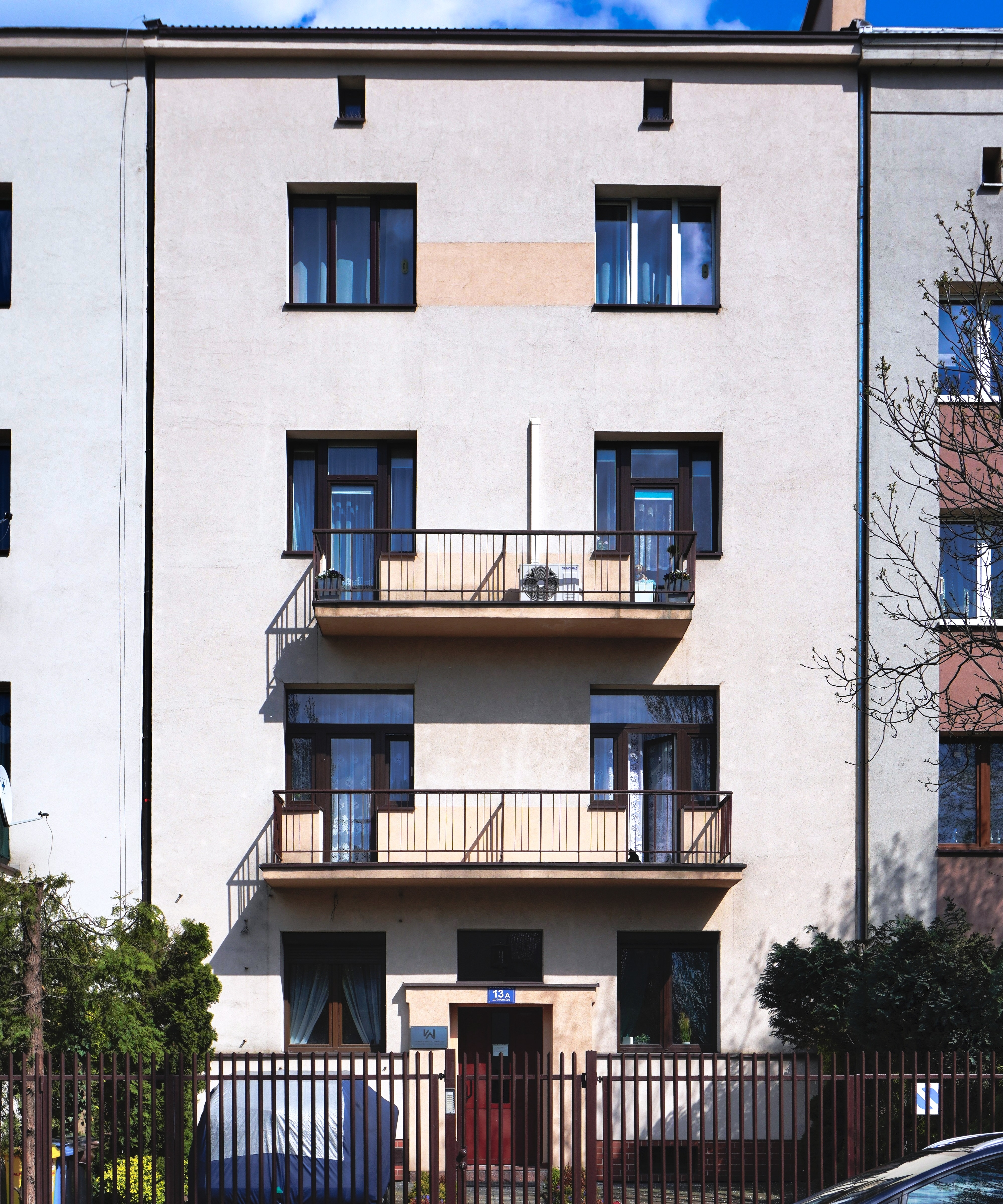
al. Beliny-Prażmowskiego 13a Kamienica (proj. Edward Skawiński, 1939–1942)
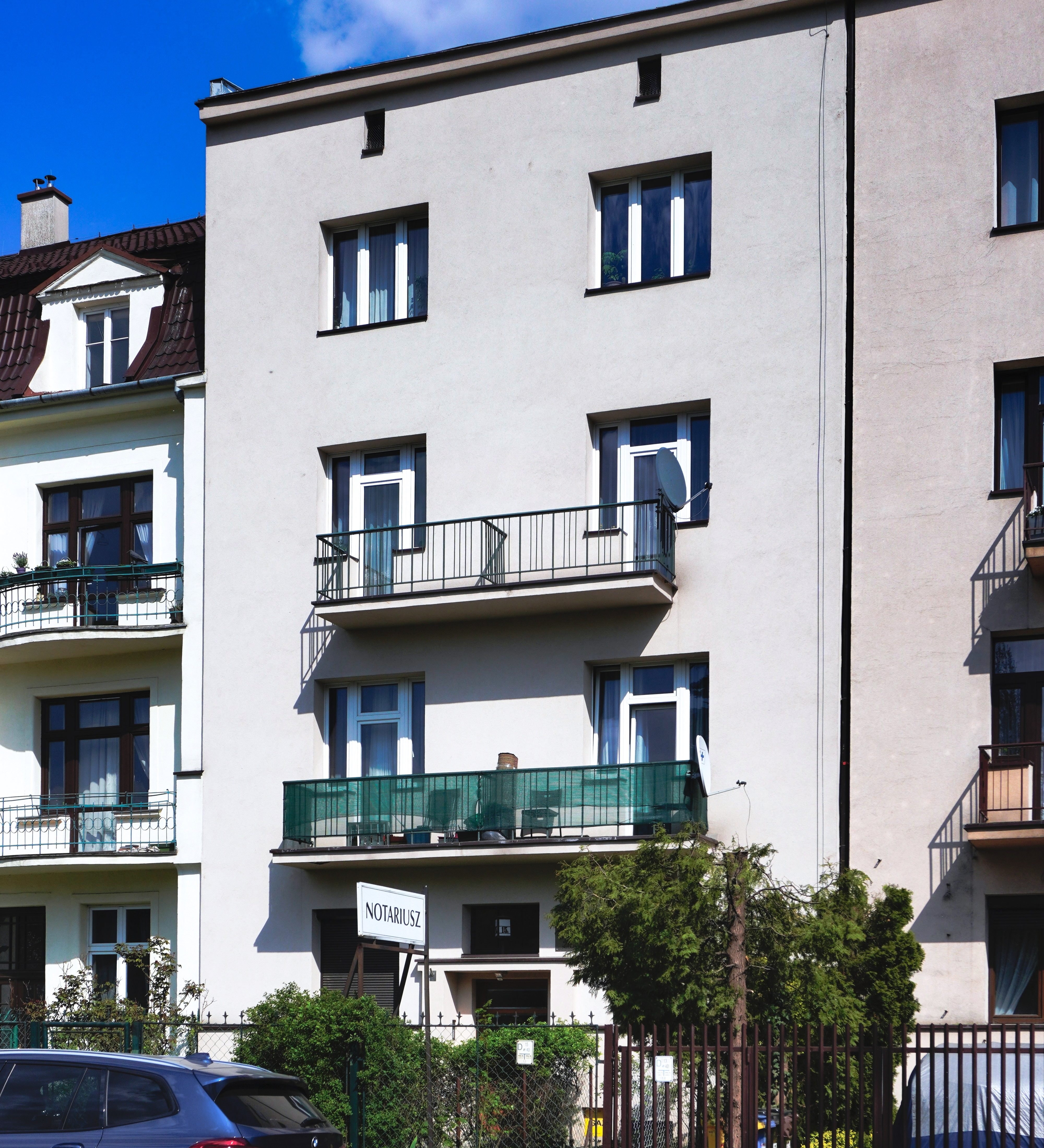
al. Beliny-Prażmowskiego 15a Kamienica (ok. 1940)
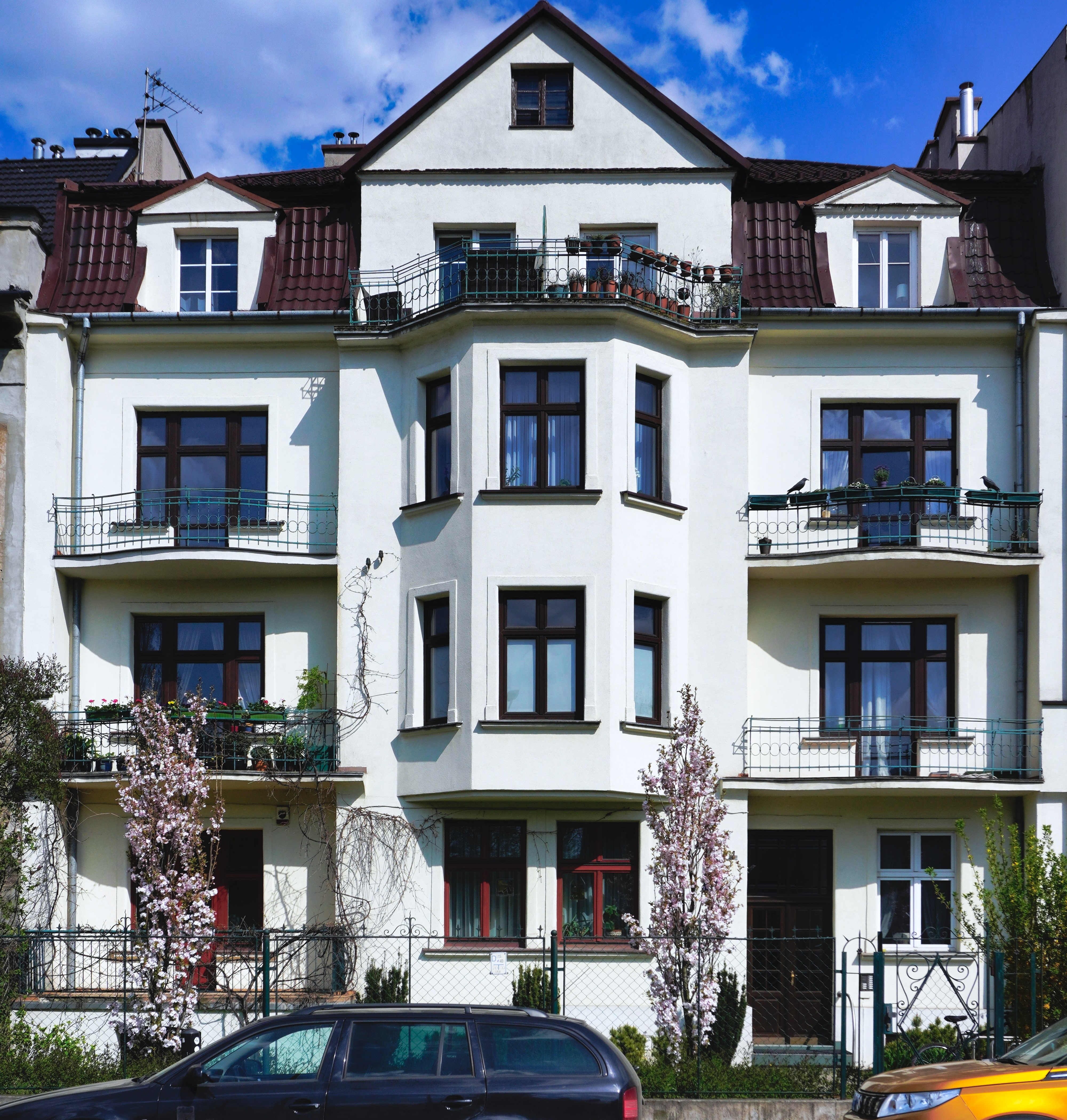
al. Beliny-Prażmowskiego 15 Kamienica (1930–1934)
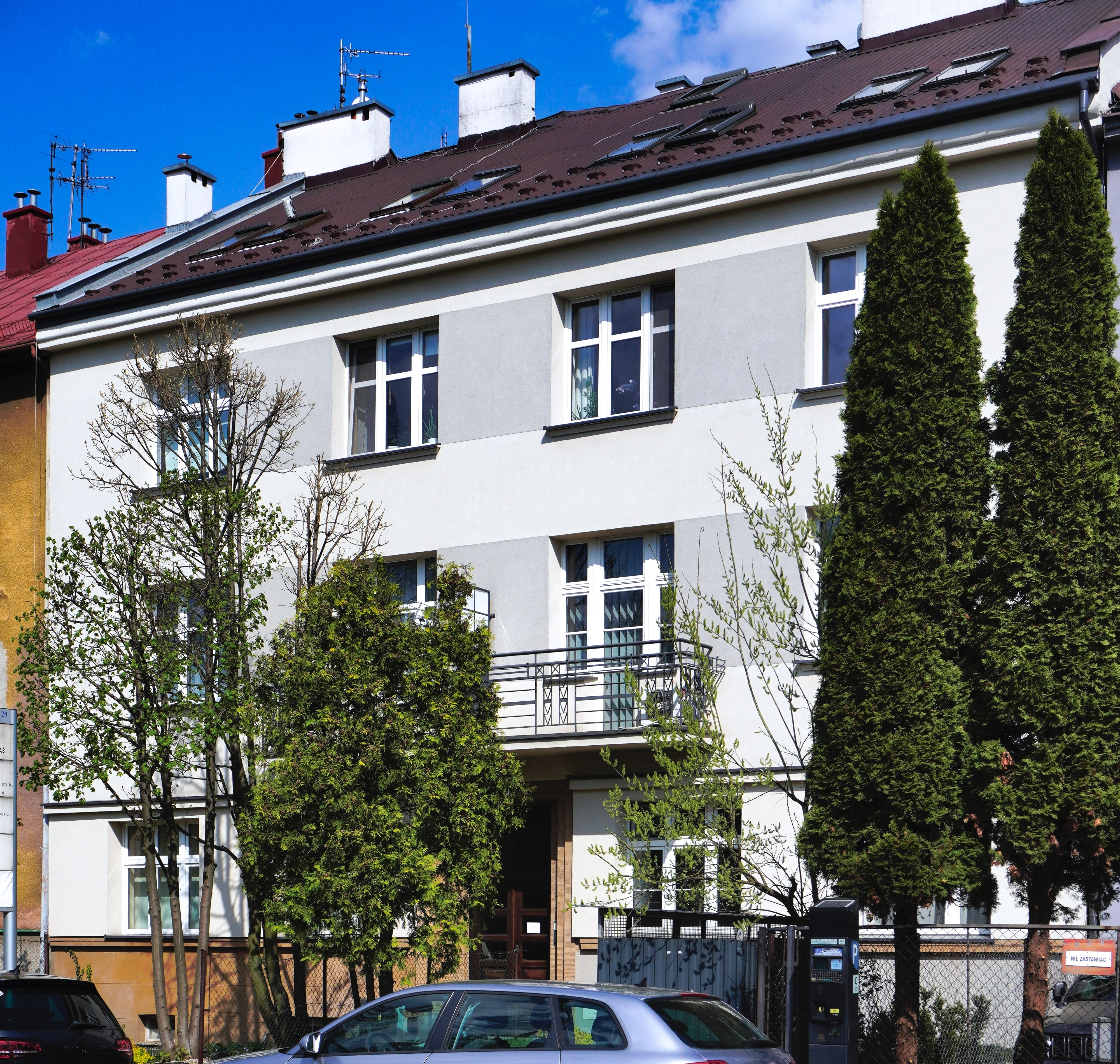
al. Beliny-Prażmowskiego 29 Kamienica (1930–1934)
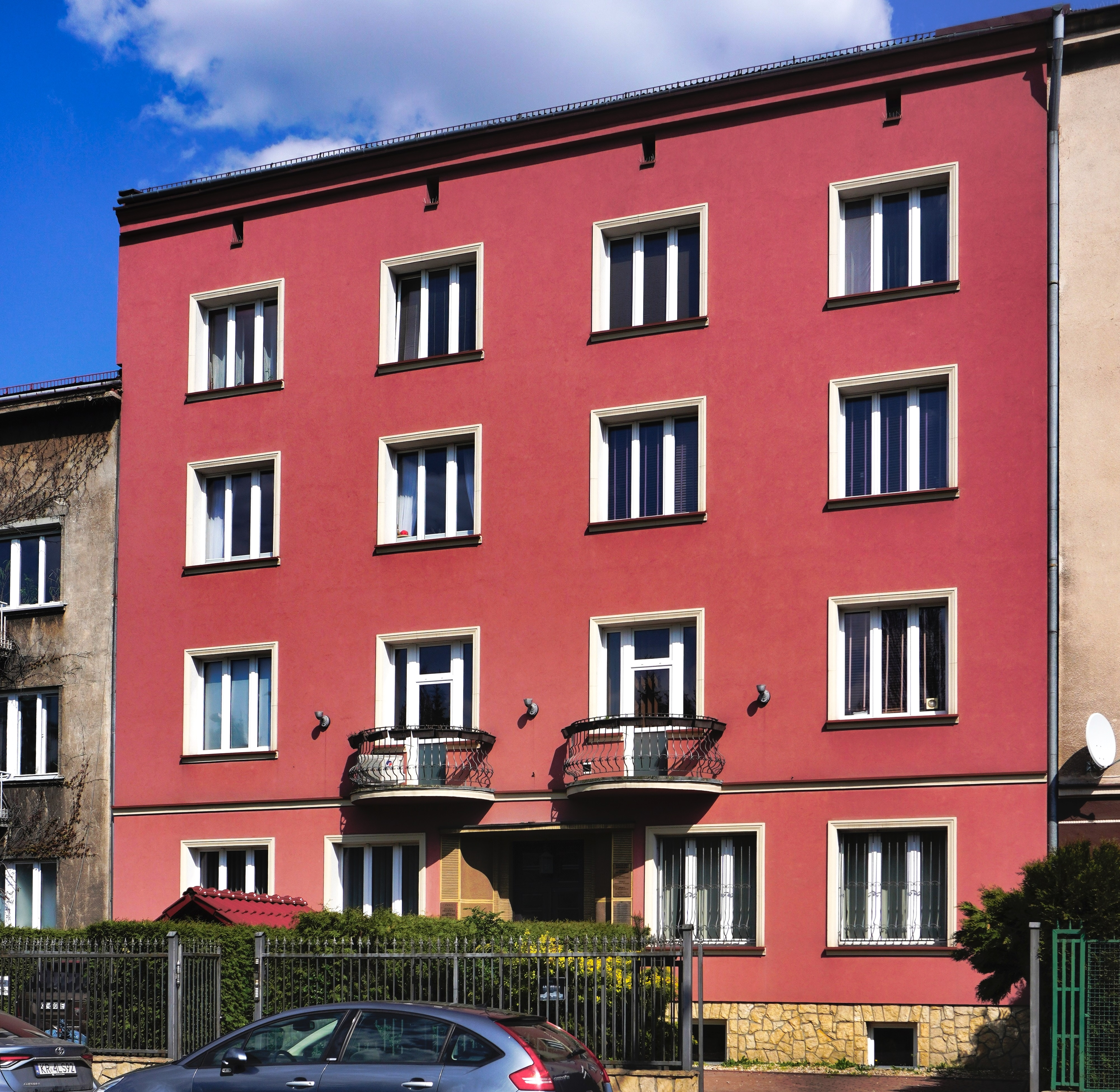
al. Beliny-Prażmowskiego 37 Kamienica (proj. Edward Skawiński, 1934–1935)
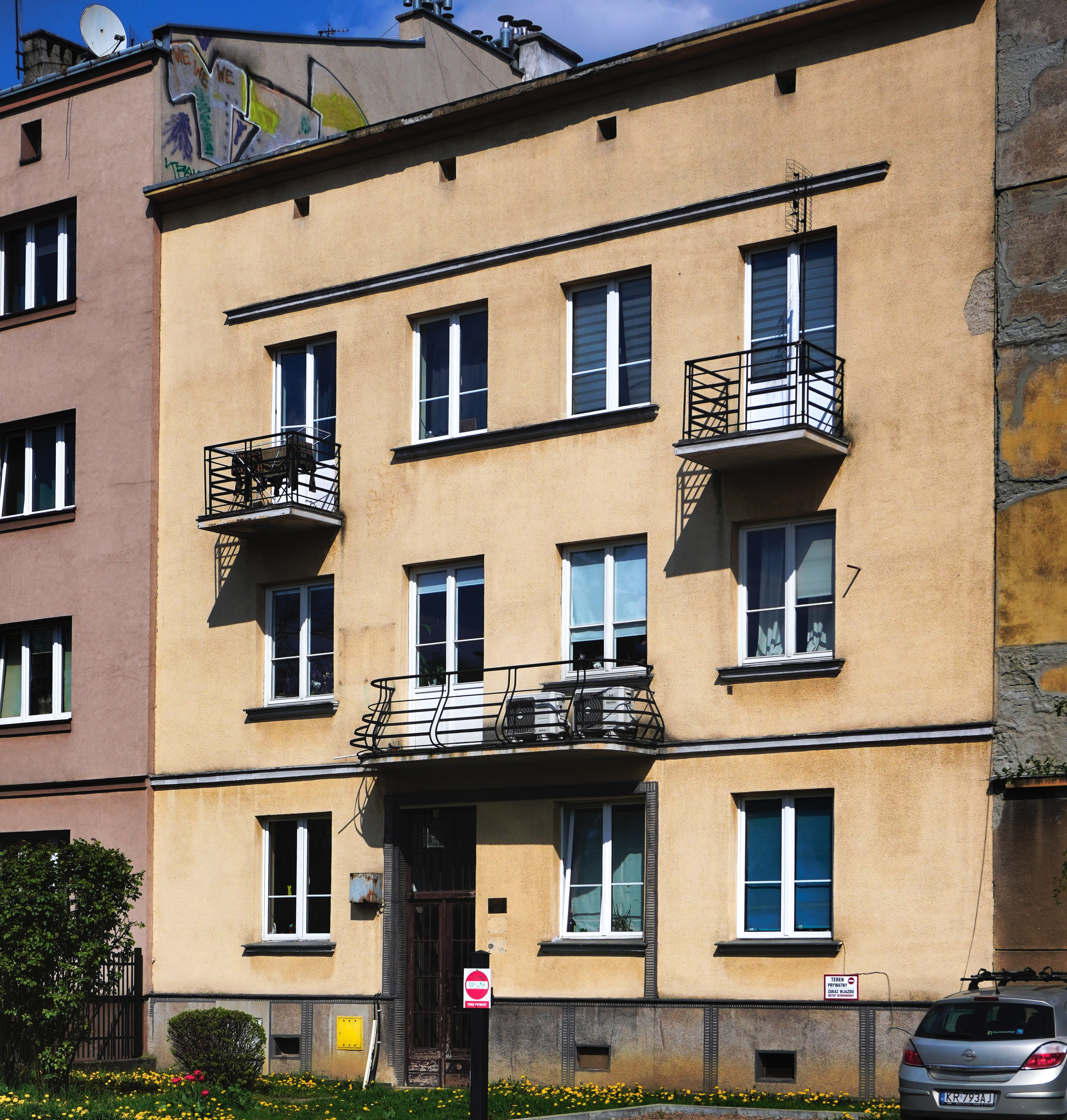
al. Beliny-Prażmowskiego 55 Kamienica (proj. Samuel Manber, 1935–1936)
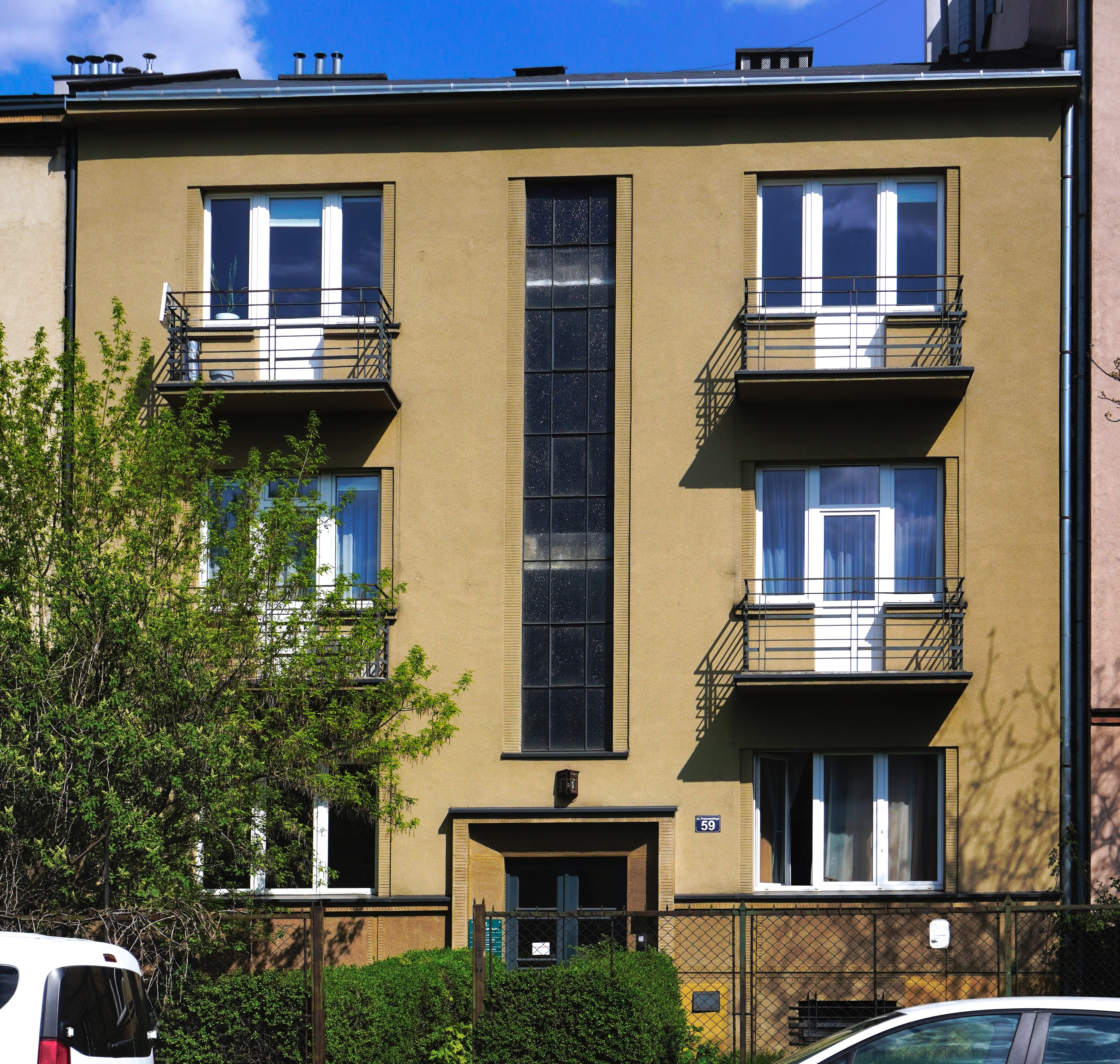
al. Beliny-Prażmowskiego 59 Kamienica (proj. Ludwik Paciorkowski, Edward Skawiński, 1936)
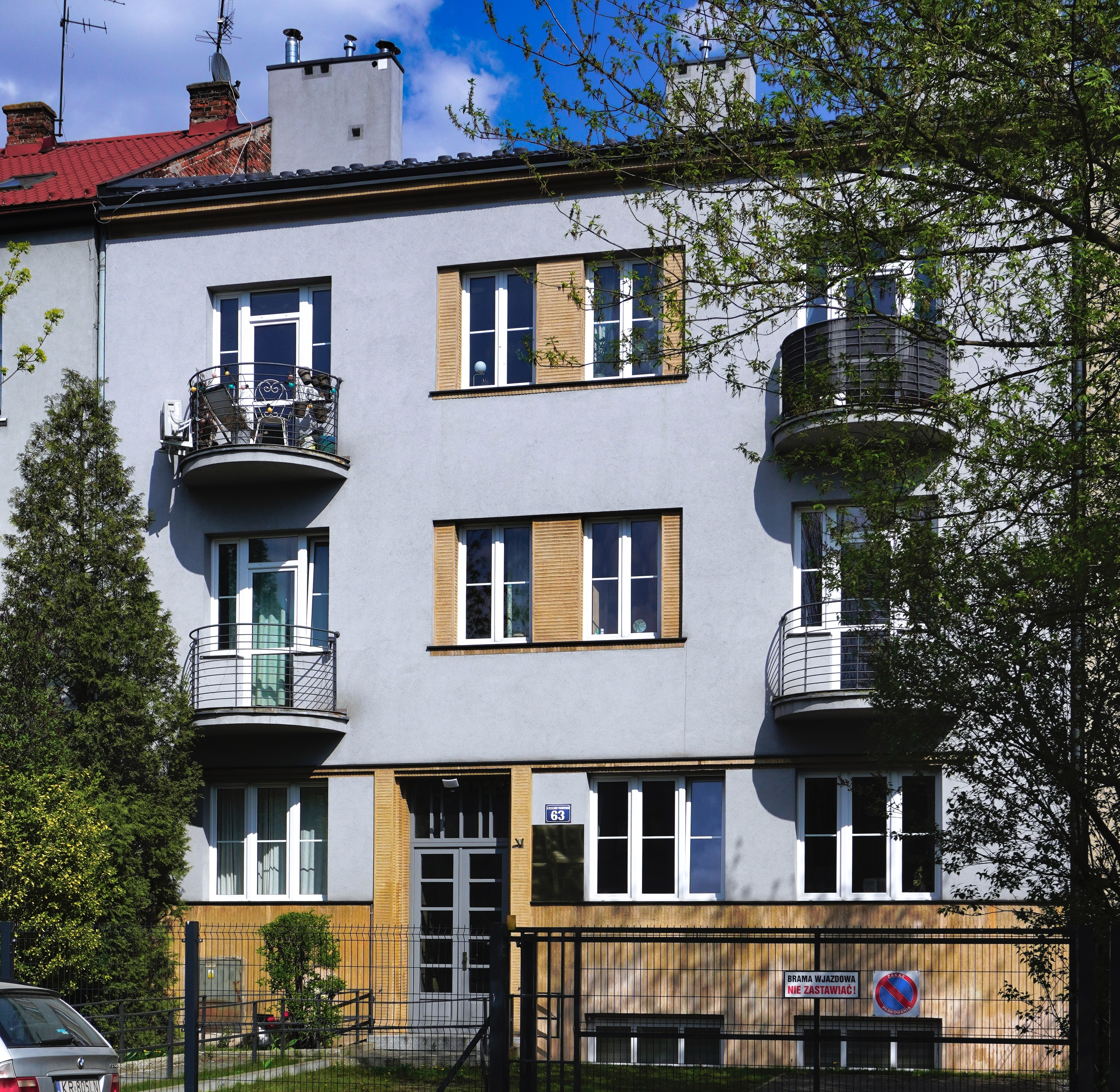
al. Beliny-Prażmowskiego 63 Kamienica (proj. Medard Stadnicki, Ernest Freundlich, 1936)
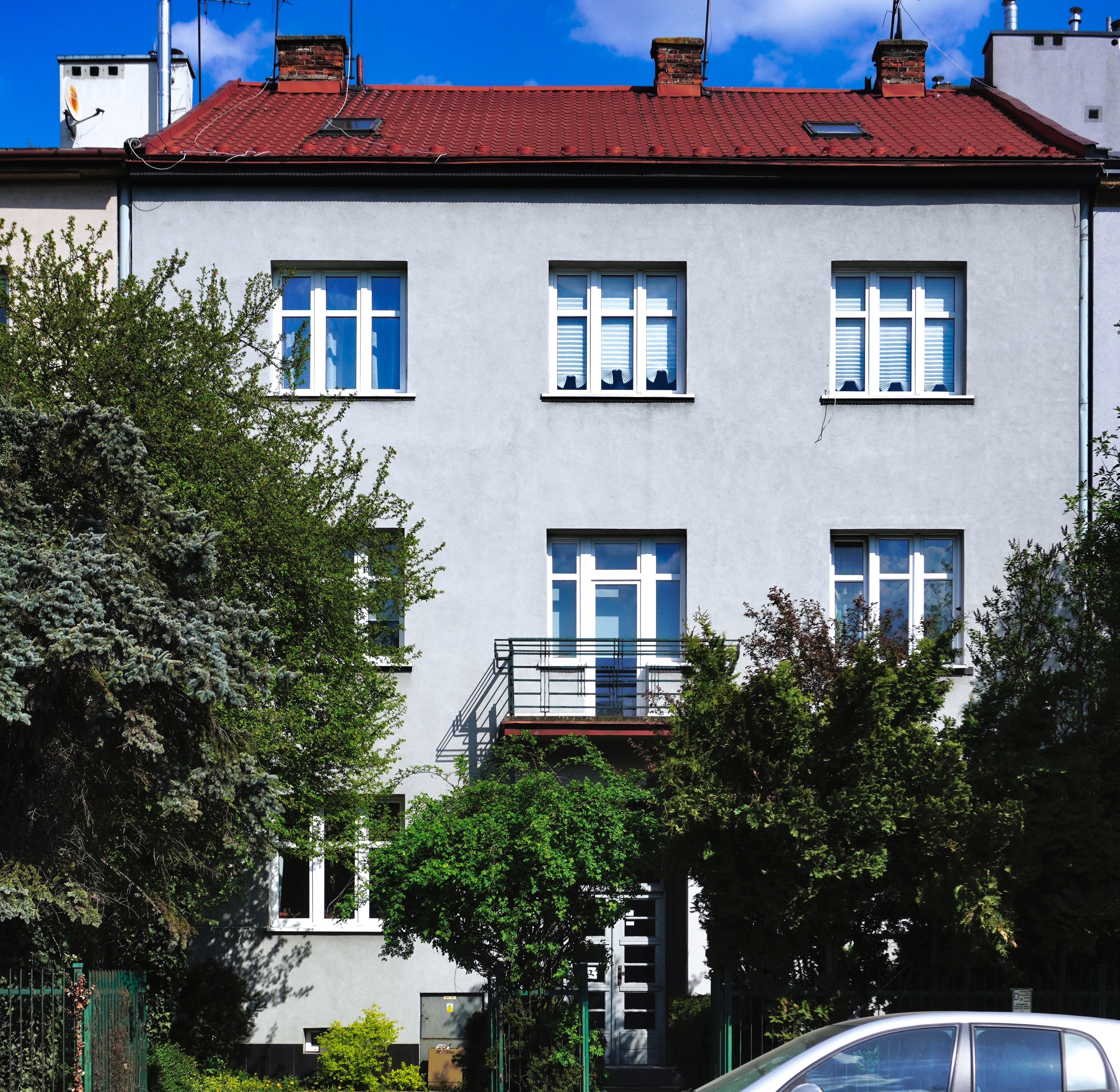
al. Beliny-Prażmowskiego 65 Kamienica (proj. Edward Skawiński, 1936)
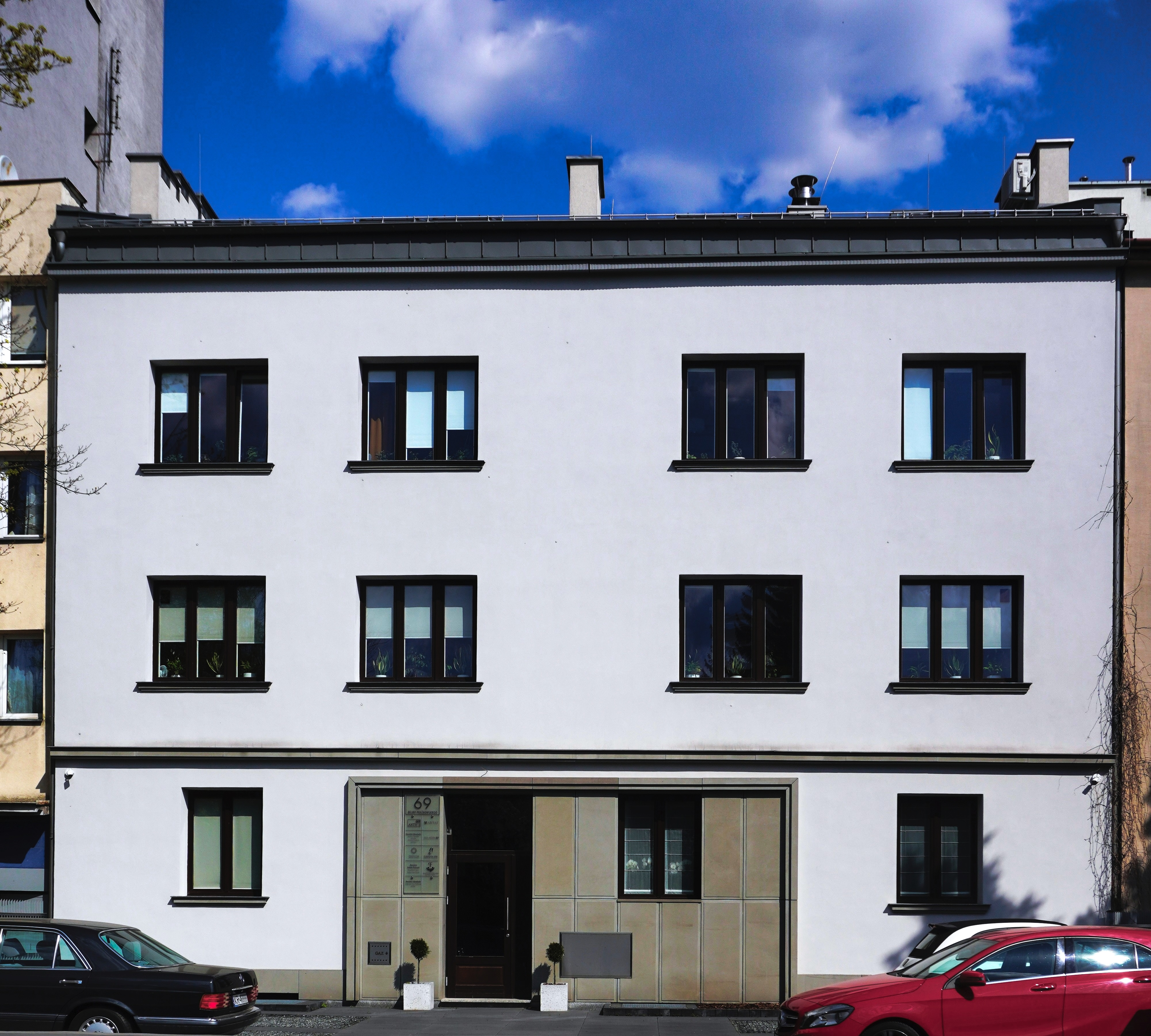
al. Beliny-Prażmowskiego 69 Kamienica (proj. Kazimierz Kulczyński, 1936–1939)